# Юницкий, Митрофан Иванович
Митрофан Иванович Юницкий (1868—?) — русский военный деятель, полковник (1916). Герой Первой мировой войны.

## Биография
Уроженец Черниговской губернии. После получения образования в Новозыбковском реальном училище поступил в Киевское пехотное юнкерское училище по окончании которого в 1892 году был произведён в подпоручики и выпущен в Осовецкий крепостной пехотный полк при крепости Осовец. В 1896 году произведён в поручики, в 1900 году в штабс-капитаны, в 1904 году в капитаны, ротный командир Ростовского 2-го гренадерского полка.
С 1914 года участник Первой мировой войны, ротный командир Ростовского 2-го гренадерского полка и Финляндского 11-го стрелкового полка. В 1915 году «за отличие в делах против неприятеля» произведён в подполковники с назначением командиром батальона того же полка. В 1916 году произведён в полковники, за период войны был несколько раз ранен и контужен в боях.

 
Высочайшим приказом от 21 ноября 1915 года за храбрость награждён Георгиевским оружием: 
За то, что в бою 1 июня 1915 года у Рогузно лично повёл в атаку две роты своего батальона, выбил противника; при чём этими ротами было захвачено одно орудие и пленные

Высочайшим приказом от 26 января 1917 года  за храбрость был награждён орденом Святого Георгия 4-й степени: 
За то, что в бою 31 мая 1916 года за д. Зарваница, командуя 3-м батальоном, шесть раз атаковал превосходные силы противника на сильно укреплённом кладбище. Понеся громадные потери, он всё же ворвался в д. Заварницу и настолько стремительно, что австрийцы не успели разрушить мосты на р. Стрыпъ. Завладев переправами в д. Заварница, полковник Юницкий решил бой в нашу пользу и противник должен был отступить. В бою 2 июня у д. Кутузов, лично ведя атакующие роты, решительным ударом ворвался в австрийские окопы и, обойдя противника с фланга и тыла, захватил пять действующих пулемётов, 673 пленных при 15 офицеров
Пропал без вести 13 сентября 1916 года.

## Награды
- Орден Святого Станислава 3-й степени (ВП 1904)
- Орден Святой Анны 3-й степени (ВП 1910)
- Орден Святого Станислава 2-й степени с мечами (ВП 09.11.1914)
- Орден Святой Анны 2-й степени с мечами (ВП 13.04.1915)
- Орден Святого Владимира 4-й степени с мечами и бантом (ВП 03.08.1915)
- Георгиевское оружие (ВП 21.11.1915)
- Орден Святого Георгия 4-й степени (ВП 26.01.1917)